# 中島美絵子
中島 美絵子（なかじま みえこ、1978年10月18日 - ）は、日本棋院東京本院所属の囲碁女流棋士。東京都出身。

## 経歴
- 小学校1年から囲碁をはじめ、中学生で日本棋院院生となる。院生卒業後の2000年、2001年と全日本女流アマ選手権戦連続優勝。
- 2002年の日本棋院女流棋士採用試験では、5勝1敗が2名となりプレイオフとなるが、この一戦に勝ち入段を決める[1]。
- 2003年4月1日入段。2004年、2005年のNHK杯戦棋譜読み上げを務め、タイトル戦中継の司会で活躍。2006年4月から2009年3月までNHK杯戦の聞き手を務める。
- 2008年4月4日、NHK杯で記録係を務める安藤和繁三段（当時）と結婚した。
- 2009年6月9日、二段に昇段[2]。
- 2009年12月25日、双子を出産[3]。
- 2020年 夫婦でYouTubeチャンネルを開設。
- 2021年2月23日、三段に昇段。
- 2024年11月 安藤と離婚した事を発表[4][5]。

## 昇段履歴
- 2003年4月1日 初段
- 2009年6月9日 二段（勝星規定）
- 2021年2月23日 三段

## 出演番組
- NHK杯テレビ囲碁トーナメント（司会）
- タモリ倶楽部（2011年1月8日）

## 脚註
1. ↑  平成15年度女流棋士（特別）採用試験
2. ↑  棋士新着情報
3. ↑  いつのまにか 美絵みえブログ 2010年1月1日
4. ↑  中島美絵子【シロクロ界の囲碁棋士】 X
5. ↑  安藤和繁 X